# Nombre de Boussinesq
El nombre de Boussinesq {\displaystyle (Bo)} és un nombre adimensional utilitzat en la transferència tèrmica i en la mecànica de fluids. Per a cadascuna d'aquestes aplicacions, s'utilitza una definició diferent.
Aquest nombre porta el nom de Joseph Boussinesq, físic i matemàtic francès.

## BoI
La primera versió del nombre de Boussinesq (Boi) és el resultat del producte del nombre Rayleigh i el nombre de Prandtl.
Es defineix de la següent manera:
{\displaystyle Bo_{I}={\frac {g\;\beta \;\Delta T\;L_{c}^{3}}{\alpha ^{2}}}=Ra\;Pr=Gr\;Pr^{2}}
amb:
- g = acceleració gravitatòria
- β = coeficient de dilatació tèrmica volumètrica
- Lc = longitud característica
- ΔT = temperatura de la paret
- α = difusivitat tèrmica
- Ra = nombre de Rayleigh
- Pr = nombre de Prandtl
- Gr = nombre de Grashof

## BoII
La segona versió del nombre de Boussinesq (Boii) és una versió modificada del nombre de Froude i representa la relació entre les forces d'inèrcia i les forces de gravetat en un conducte obert.

Es defineix de la següent manera:
{\displaystyle Bo_{II}={\frac {v}{\sqrt {2\,g\,L_{c}}}}}
amb:
- v = velocitat
- g = acceleració gravitatòria
- Lc = longitud característica